# Török Béla (katolikus pap)
Török Béla atya (Pinkamindszent, Vas vármegye, 1919. május 25. – Rohonc, Ausztria, 1998. február 22.) amerikai magyar katolikus pap.

## Fiatalkora
1943. június 27-én Szombathelyen szentelték pappá. Első kápláni helyét Letenyén kapta, 1943-46 között, majd Vasszentmihályon káplán 1946-tól 1949-ig. Ezután adminisztrátori kinevezést kap Alsószölnökre, ahonnan a hívei figyelmeztetésére, miszerint az Államvédelmi Hatóság a letartóztatására készül 1950. június 12-én disszidál. Németországban, a Müncheni Egyházmegyébe fogadják be, és 1950-től 1952. március 20-ig a Landshut-i magyar hívek lelkipásztori gondozásával megbízott káplán. 1952. március 31-én vándorol ki az Amerikai Egyesült Államokba.

## Az Egyesült Államokban
Az Egyesült Államokban először 1952. április 17-én kap kápláni kinevezést, Newportba, mely megbízását 1953. június 13-ig tölti be, majd 1953. június 20-tól 1956. szeptember 1-ig Bay City, Michigan káplánja, 1956. szeptemberétől 1958. májusáig Chesaning, Michigan, 1958. májusától egy évig Saginaw, Michigan káplánja.
Első plébánosi kinevezését 1959. májusában kapja, tizenegy évig a Whittemore-i St. James Church, aztán pedig Harbor Beach-ban egy német–lengyel egyházközség plébánosa volt. Közben 1963-ban egyházjogi helyzete is tisztázódik, mivel inkardinálódik a Saginaw-i egyházmegyébe, ahol több alkalommal is az egyházmegyei papi tanács tagja, valamint 1976-tól püspöki vikárius. Az Egyesült Államok állampolgársági esküjét 1958. augusztus 28-án teszi le.
1978-ban, Dunay Antal atya halála után vette át a Szent István plébániát, amelyet 1990-ig, nyugdíjba vonulásáig szolgált az ő csöndes, reflektorfényt kerülő módján.  Mivel más egyházmegyés volt, ezért a püspöke először két évre engedi el, majd ezt újra meghosszabbítja két évvel. Ez után az új püspök Kenneth Edward Untener engedi el véglegesen, arra hivatkozva, hogy ő maga is magyar származású.  
Rev. Török Béla idejére esik a plébánia körüli település demográfiai arculatának megváltozása, aminek következményeképpen sok hívő hagyta el a plébániát. Nyugdíjas éveit otthon, a nyugati határ mentén családja körében töltötte. 1998. február 22-én halt meg a burgenlandi Rohoncban. A szombathelyi Szent Kvirin (szalézi) templomban nyugszik, Isten Szolgája Brenner János közelében, közvetlenül a templom alapító szalézi atyák mellett. Ebben a templomban nyugszik édesanyja is.

## Barátsága Mécs Lászlóval
Mécs László papköltő közeli barátja volt, sok verset kapott kéziratban tőle. Az egyiket, az Ökörszem lett a Kékmadárból című verset a költő így dedikálta: „Török Bélának Amerikába küldöm az Ökörszemet Béla napra, 1970. ápr., a szeretet küldeményeként.”